# Frank Stephen Meighen
Frank Stephen Meighen (* 26. Dezember 1870 in Perth/Ontario; † 19. Januar 1946 in Montreal) war ein kanadischer Offizier, Impresario und Kunstmäzen.

## Leben
Meighen kam vor dem Ersten Weltkrieg als Geschäftsmann zu Wohlstand. Er studierte Klavier bei Paul Letondal und war ein passionierter Opernfreund. Mit Albert Clerk-Jeannotte gründete er 1910 die Montreal Musical Society (später Montreal Opera Companie), die er mit mehr als 100.000 $ finanzierte. Die Gesellschaft gab in drei Saisons über dreihundert Vorstellungen in Montreal und anderen Städten Kanadas und der USA.
Während des Ersten Weltkrieges diente er als Lieutenant Colonel und später General an der Front. Nach seiner Rückkehr nach Kanada finanzierte er von 1919 bis 1924 die Konzerte der Canadian Grenadier Guards Band. Von 1927 bis 1929 war er Präsident von Jean-Josaphat Gagniers Montreal Symphony Orchestra (MSO). Ab 1936 war er Mitglied des Direktoriums der Montreal Festivals Society und anderer Musikinitiativen, darunter auch des MSO.
Meighen wurde 1915 zum Compagnon des l’Ordre de Saint-Michel et de Saint-Georges und 1924 zum Officier der Légion d’honneur ernannt.